# Provinces-Unies
Cet article concerne les Provinces-Unies des Pays-Bas. Pour les autres significations, voir Provinces-Unies (homonymie).
23 janvier 1579 – 19 janvier 1795
(215 ans, 11 mois et 27 jours)
Entités précédentes :
- Pays-Bas espagnols

Entités suivantes :
- République batave

Les Provinces-Unies, officiellement appelées en néerlandais Republiek der Zeven Verenigde Nederlanden (république des sept Provinces-Unies des Pays-Bas, littéralement : « république des sept Pays-Bas unis »), sont un État créé autour de 1580 par la dislocation des Pays-Bas des Habsbourg (1482-1581) durant l'insurrection néerlandaise contre Philippe II, à la fois roi d'Espagne (en tant que descendant des Rois catholiques) et prince des Pays-Bas (en tant qu'héritier des ducs de Bourgogne de la maison de Valois). Face à Philippe II, la grande figure à l'origine des Provinces-Unies est le prince Guillaume d'Orange-Nassau, stathouder de Hollande et de Zélande, ancêtre de l'actuelle maison régnant aux Pays-Bas.
Sur le plan historique, les Provinces-Unies sont fondées sur le traité de l'union d'Utrecht (1579), liant les villes et provinces soulevées contre Philippe II, face à l'union d'Arras des provinces loyalistes, et sur l'acte de La Haye (1581) prononçant la déchéance de Philippe de Habsbourg de ses droits sur les Pays-Bas. Sur le plan militaire, elles résultent de la stabilisation des frontières entre l'union d'Utrecht et l'union d'Arras en 1585 (reprise d'Anvers par les troupes de Philippe), puis 1604 (reprise d'Ostende). Sur le plan diplomatique, elles sont rapidement reconnues par les pays protestants d'Europe, notamment l'Angleterre (traité de Sans-Pareil, 1585), ainsi que par la France (qui considère les Habsbourg comme son ennemi principal) ; elles sont reconnues par le roi d'Espagne Philippe IV en 1648 (traité de paix de Münster). La révolte néerlandaise ayant commencé en 1568 et fini en 1648, on lui donne traditionnellement le nom de guerre de Quatre-Vingts Ans.
Pays en très grande majorité calviniste, les Provinces-Unies, c'est-à-dire les provinces de Hollande, Zélande, Utrecht, Gueldre, Overijssel, Frise et Groningue, premier État-nation néerlandais entièrement souverain, sont l'État prédécesseur de l'actuel royaume des Pays-Bas, alors que l'union d'Arras, intégralement catholique, est à l'origine de l'actuel royaume de Belgique.
Puissance maritime et coloniale de premier plan au XVIIe siècle et au XVIIIe siècle, les Provinces-Unies disparaissent en 1795 en conséquence de la Révolution française et des guerres de la première coalition. Elles sont remplacées par la République batave (1795-1806), satellite de la République française (« république sœur »).
Les Provinces-Unies trouvent leurs origines lorsque la majorité des Dix-Sept Provinces des Pays-Bas des Habsbourg se révoltent contre Philippe II à la suite de la révolte des Gueux et de la crise iconoclaste de 1566. Elles concluent une alliance mutuelle contre leur « souverain naturel » en 1579 avec l'union d'Utrecht et la sécession est officialisée par l'acte de La Haye, en 1581, décision des États généraux de l'union d'Utrecht de déposer Philippe II et d'annuler ses droits sur les Pays-Bas, qu'il détenait en tant qu'héritier des ducs de Bourgogne, notamment de Charles le Téméraire. Dans un premier temps, Philippe de Habsbourg est remplacé par le prince François de France, frère du roi Henri III. Mais après sa mort en 1584, les Provinces-Unies renoncent à le remplacer et deviennent une république (oligarchique, comme la république de Venise), dans laquelle la maison d'Orange-Nassau joue cependant un rôle prééminent, détenant la plupart des postes de stathouder (gouverneur de province et chef des armées).
Bien que de faible superficie, avec une population de seulement 1,5 million d'habitants, les Provinces-Unies contrôlent un réseau mondial de routes commerciales maritimes. Par l'intermédiaire de leurs sociétés commerciales, la Compagnie néerlandaise des Indes orientales (1602) et la Compagnie néerlandaise des Indes occidentales (1621), elles établissent l'Empire colonial néerlandais, dont le fleuron est constitué par les Indes orientales néerlandaises (actuelle Indonésie). Les revenus du commerce permettent aux Provinces-Unies de rivaliser militairement avec des pays beaucoup plus importants. Elles disposent en effet d'une flotte de 2 000 navires, initialement plus grande que les flottes réunies d'Angleterre et de France. 
En dehors de la guerre de Quatre-Vingts Ans, les principaux conflits impliquant les Provinces-Unies sont la guerre néerlando-portugaise (1602–1663), les quatre guerres anglo-néerlandaises (1652–1654, 1665–1667, 1672–1674 et 1780–1784), et les deux guerres contre la France de Louis XIV (1672-1678 et 1688-1697).
Les Provinces-Unies sont un État confessionnel avec l'Église réformée néerlandaise comme Église d'État. Cependant, elles étaient plus tolérantes envers les autres courants du christianisme, le judaïsme et les idées que ne l'étaient ses États contemporains, en permettant une certaine liberté de pensée à ses habitants. Les artistes ont prospéré sous ce régime, notamment des peintres tels que Rembrandt, Johannes Vermeer, Frans Hals et bien d'autres. Il en va de même pour les scientifiques, avec des personnalités comme Hugo Grotius, Christiaan Huygens et Antonie van Leeuwenhoek. Le commerce, la science, l'armée et l'art néerlandais ont été parmi les plus admirés au monde pendant une grande partie du XVIIe siècle, ce qui a valu à cette période de l'histoire du pays le nom de siècle d'or néerlandais.
L'État est une fédération de provinces ayant chacune un haut degré d'autonomie vis-à-vis de l'assemblée fédérale, les États généraux. Avec les traités de Westphalie (1648), les Provinces-Unies gagnent environ 20 % de territoire supplémentaire, situé en dehors des provinces membres et était gouverné directement par les États généraux comme pays de la Généralité. Chaque province était dirigée par un officier connu sous le nom de stathouder (néerlandais pour « lieu-tenant »). Le poste était théoriquement ouvert à tous, mais la plupart des provinces nommaient un membre de la maison d'Orange-Nassau. 
La position de stathouder devint peu à peu héréditaire, avec le prince d'Orange détenant simultanément la plupart ou la totalité des stathouders, ce qui en faisait de facto le chef d'État. Cela eut pour effet de créer des tensions entre les factions politiques : les orangistes favorables à un stathouder puissant et les républicains favorables à des États généraux forts. Les républicains ont imposé deux périodes sans stathouder (1650–1672 et 1702–1747) et la seconde provoqua une instabilité nationale ainsi que la fin du statut de grande puissance.
Le déclin économique conduisit à une période d'instabilité politique connue sous le nom de Patriottentijd (1780–1787). Ces troubles ont été temporairement réprimés par une invasion prussienne à l'appui du stathouder. La Révolution française et la guerre de la première coalition qui a suivi ont ravivé ces tensions. À la suite d'une défaite militaire contre la France, le stathouder Guillaume V d'Orange-Nassau fut expulsé lors de la révolution batave en 1795. Cela mit fin à la république des Provinces-Unies, qui a été remplacée par la République batave.

## Étymologie et usage
D'autres dénominations ont été utilisées : république des Provinces-Unies des Pays-Bas (Republiek der Verenigde Nederlanden, en latin : Belgica Foederata ou Belgium Foederatum), ou Pays-Bas septentrionaux, Pays-Bas du Nord, par opposition aux Pays-Bas méridionaux, les provinces restées sous la domination espagnole au cours et à l’issue de la guerre de Quatre-Vingts Ans.
En France, dans l'usage populaire, les Provinces-Unies étaient désignées par le nom de la province la plus connue, la Hollande : ainsi dans la chanson Le Prisonnier de Hollande, qui date du XVIIe siècle, ou dans La Complainte de Mandrin au XVIIIe ou XIXe siècle. Cette confusion vient également du royaume de Hollande, État satellite du Premier Empire créé par Napoléon Bonaparte après l'invasion de la République batave avec, à sa tête, son frère : Louis Bonaparte. Ce royaume perdura de 1806 à 1810.

## Histoire

### Origines et sécession des sept provinces

Les Pays-Bas espagnols en 1560.

Jusqu'en 1581, les Pays-Bas espagnols sont constitués de principautés féodales, duchés, comtés et autres seigneuries du Saint-Empire Romain germanique, qui, par mariage, conquête ou achat, se sont trouvés aux mains de la maison de Habsbourg, notamment de l'empereur Charles Quint puis de son fils, Philippe II. Leur territoire était à peu près constitué par les Dix-Sept Provinces régies par la Pragmatique Sanction de Charles Quint en 1549.
En 1568, plusieurs provinces du nord se révoltent sous la direction de Guillaume le Taciturne contre le gouverneur lieutenant du roi d'Espagne résidant à Bruxelles, Ferdinand Alvare de Tolède, duc d'Albe, en raison de ses efforts de modernisation et de centralisation des structures, de sa politique absolutiste, des exécutions capitales d'opposants et des impôts jugés excessifs, ainsi que de la persécution des protestants. Les habitants des sept provinces sécessionnistes ont en effet majoritairement opté, dès le début de la révolte, pour le principe de la liberté de culte à l'encontre de la politique ultra-catholique du roi Philippe II d'Espagne.  
De plus, le calvinisme et l'arminianisme avaient un rôle prépondérant dans les villes en tant que religions de la classe dominante des régents. Cette guerre est un affrontement politique à fort enjeu économique pour les riches villes des actuels Pays-Bas. 
C'est le début de la guerre de Quatre-Vingts Ans.

### Le conflit avec le roi d'Espagne de 1568 à 1581
Principales étapes de la révolte : 
- le Conseil des troubles du duc d'Albe de 1568 ;
- le soulèvement de 1572 ;
- le sac d'Anvers en 1576 ;
- la pacification de Gand de 1576 ;
- l'union de Bruxelles 1577 ;
- l'union d'Arras et l'Union d'Utrecht en 1579 :
- l'acte de La Haye en 1581.

En 1579, les sept provinces septentrionales signent l'union d'Utrecht, par laquelle elles s'engagent à se soutenir mutuellement contre l'armée espagnole. L'union d'Utrecht est suivie, en 1581, par l'acte de La Haye, proclamant l'indépendance des Provinces-Unies. 

### La guerre d'indépendance (1581-1609)

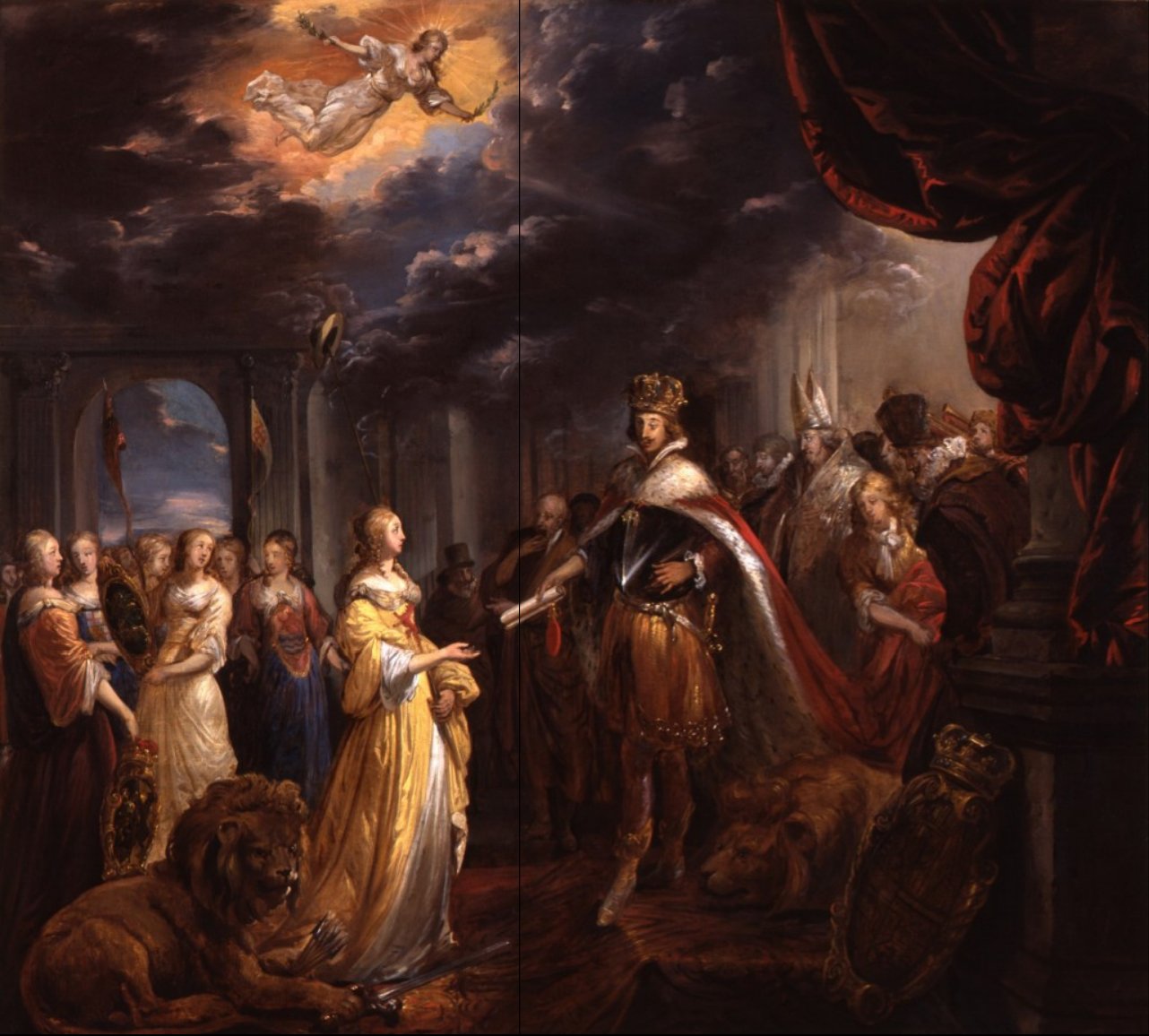
Le roi d'Espagne accordant la paix aux sept Provinces-Unies des Pays-Bas [trêve de 1609] par Theodoor van Thulden (1650, musée des Beaux-Arts de Quimper).

C'est la période la plus tourmentée de la guerre de Quatre-Vingts Ans. 
Une médiation du roi de France Henri IV permet la conclusion de la trêve de douze ans (9 avril 1609) entre le roi Philippe III d'Espagne et les Provinces-Unies. 
L'indépendance des Provinces-Unies est reconnue formellement par la monarchie espagnole en 1648, lors du traité de Westphalie, dont le but principal est de mettre fin à la Guerre de Trente Ans.

### Le siècle d'or

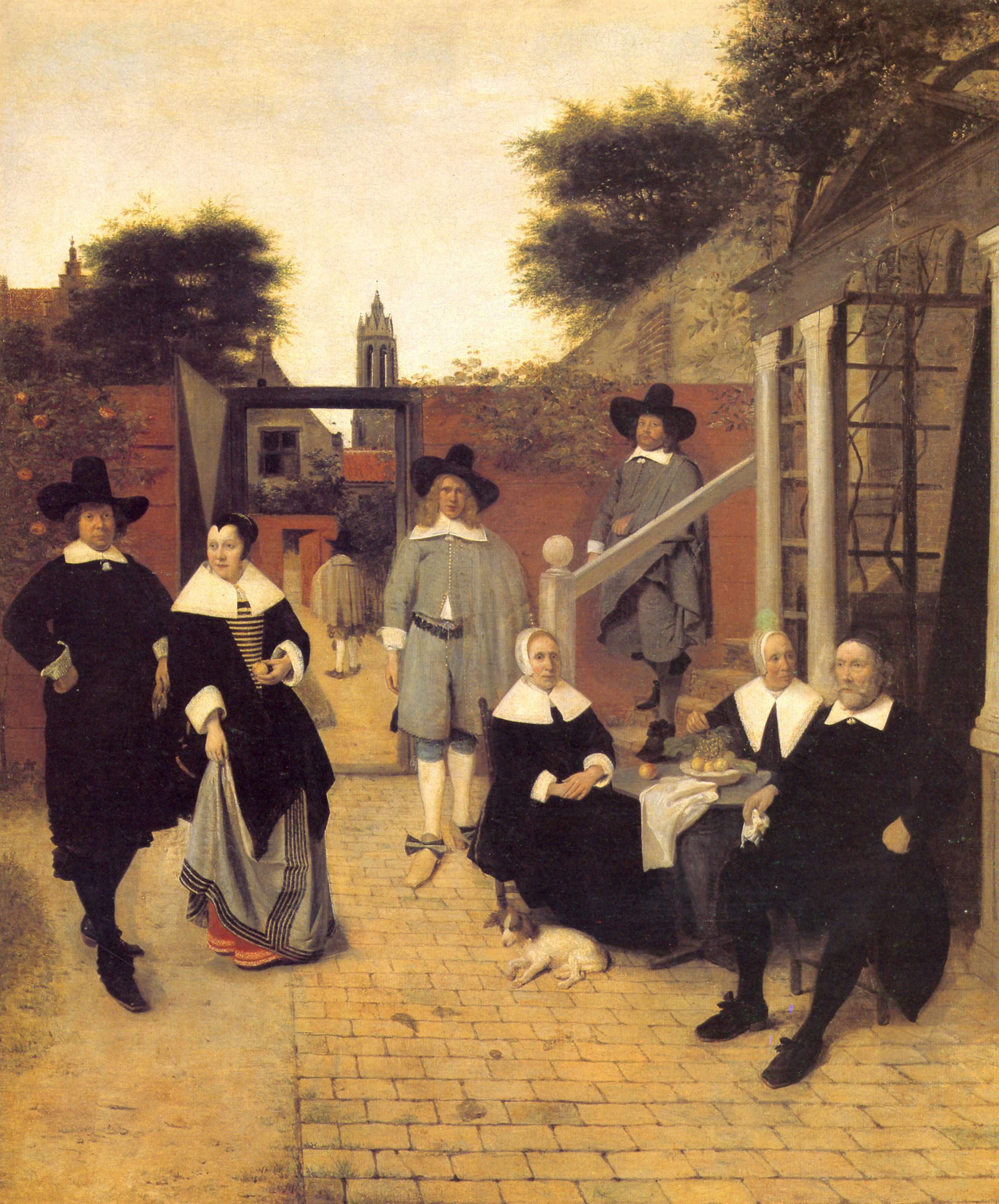
Famille hollandaise, par Pieter de Hooch, 1662.

Le XVIIe siècle est considéré comme le siècle d'or des Provinces-Unies : le pays est alors à la tête d'un puissant empire colonial et commercial, entre autres grâce à ses deux « sociétés par actions » : la Compagnie néerlandaise des Indes occidentales (GWC) et la Compagnie néerlandaise des Indes orientales (VOC). C'est également l'une des grandes puissances européennes, notamment maritime. Les villes attirent les entrepreneurs et les ouvriers de toute l'Europe. La réputation de tolérance et de liberté fait des Provinces-Unies un foyer intellectuel et culturel de premier ordre.

### Les guerres

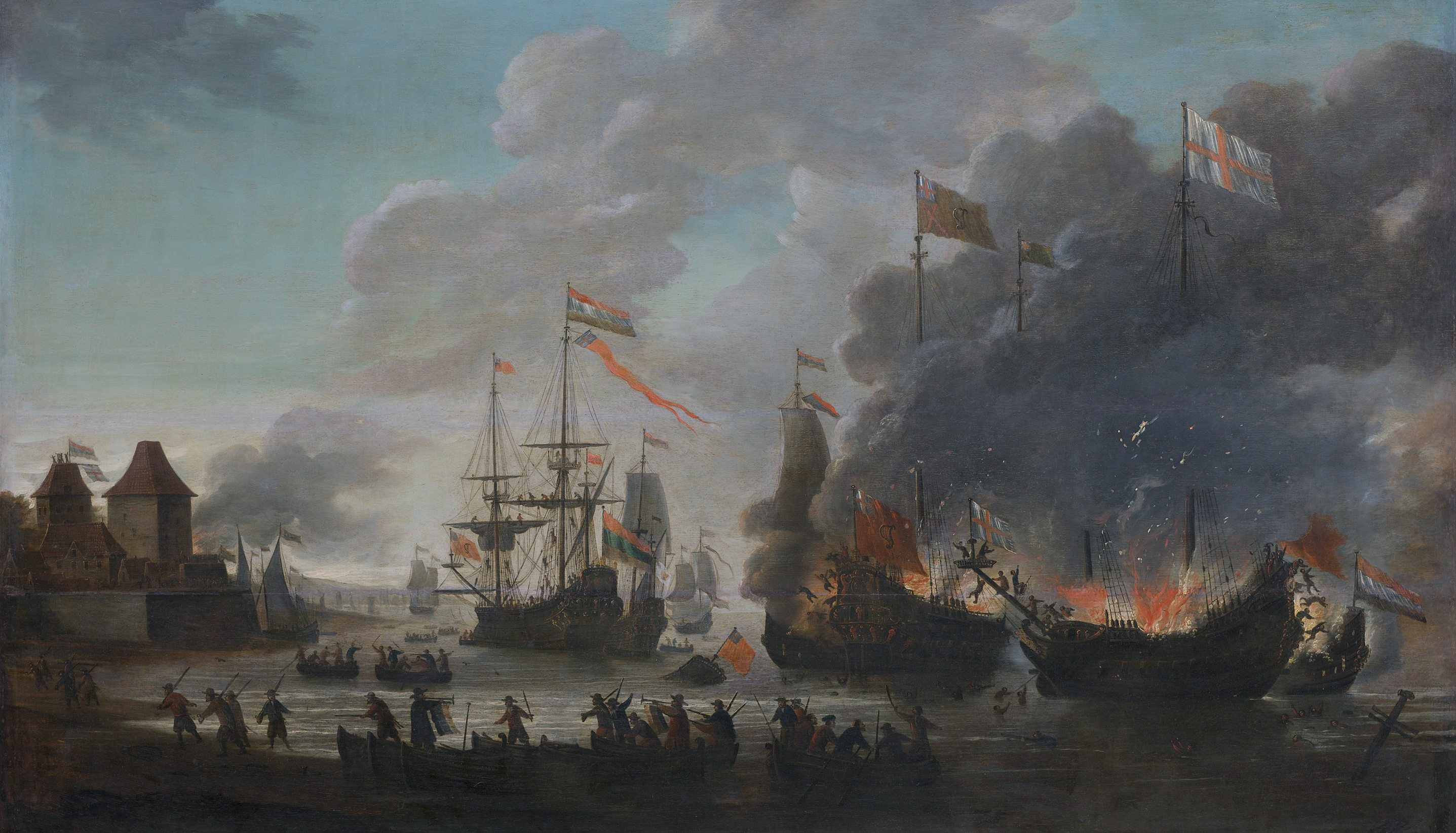
Le raid sur la Medway (1667), durant la deuxième guerre anglo-néerlandaise : la flotte des Provinces-Unies (amiral Michiel de Ruyter), remonte la Tamise pour bombarder les navires de la Royal Navy à Chatham, près de Londres.

En 1601 commence la Guerre néerlando-portugaise qui dure jusqu'en 1661 (traité de La Haye).
La guerre de Quatre-Vingts Ans, prolongement de l'insurrection des Pays-Bas contre Philippe II (1568), s'achève en 1648 avec la reconnaissance par le roi d'Espagne de la république des Provinces-Unies (traité de Münster, janvier 1648). 
Simultanément s'achève la guerre de Trente Ans (1618-1648) à laquelle ont participé les Provinces-Unies, avec les traités de Westphalie. Le traité de Münster est d'ailleurs un de ces traités.
La première guerre anglo-néerlandaise commence en 1652. Trois autres ont lieu jusqu'en 1784 : ce sont des conflits majeurs pour le pays, qui se déroulent surtout sur mer. La dernière d'entre elles se solde globalement par la victoire des Anglais.
En 1672 commence la guerre de Hollande contre le royaume de France (Louis XIV) et ses alliés (le roi d'Angleterre, le prince-évêque de Münster et le prince-électeur de Cologne). Les Provinces-Unies font partie de la Quadruple-Alliance de 1673. Cette guerre s'achève par la victoire de la France et la signature des traités de Nimègue qui imposent plusieurs changements territoriaux aux vaincus[réf. nécessaire].
De 1701 à 1713, les Provinces-Unies participent à la guerre de Succession d'Espagne aux côtés de l'Angleterre et des Habsbourg d'Autriche contre la France de Louis XIV, qui a imposé son petit-fils Philippe sur le trône d'Espagne.

### La révolution batave
La fin du XVIIIe siècle, siècle des Lumières est entre autres marqué par deux révolutions majeures : la révolution américaine (1775 - 1783) et la révolution française (1789). Dans les Provinces-Unies, les élites urbaines, appelées les « patriotes », et les régents s'opposent au stathouder, Guillaume V d'Orange-Nassau, qu'ils soupçonnent de vouloir transformer la république en monarchie. Ainsi se déclenche alors révolution batave. Une première révolte survient d'abord de 1780 à 1787 mais est matée par le pouvoir en place. Cependant, après la Révolution française, les armées révolutionnaires envahissent le pays, en provoquant la fuite du stathouder au Royaume-Uni de Grande-Bretagne le 18 janvier 1795. Le lendemain, les patriotes fondent alors la République batave, mettant fin aux Provinces-Unies.

## Géographie

### Les sept provinces
- La province de Hollande, ancien comté.
- La province de Zélande, ancien comté.
- La province d'Overijssel, ancienne seigneurie.
- La province de Frise, ancienne seigneurie.
- La province de Groningue, anciennes seigneuries de la ville de Groningue et des Ommelanden officiellement appelées les « États de la ville et des Ommelanden » (Stadt en land en néerlandais).
- La province de Gueldre, partie de l'ancien duché de Gueldre.
- La province d'Utrecht, ancienne seigneurie (évêché sécularisé en 1528 par le traité de Schoonhoven).

### Dépendances

#### Le Pays de Drenthe
Le pays de Drenthe (Landschap Drenthe) était administré par une assemblée d'État mais n'était pas représenté aux États généraux.

#### Les Pays de la Généralité
Les pays de la Généralité n'avaient pas d'assemblée d'État et étaient administrés par les États généraux.
Ils étaient divisés en quatre districts :
- la Flandre des États (Staats-Vlaanderen), en fait le district des Quatre-métiers (actuelle Flandre zélandaise) ;
- le Brabant des États (Staats-Brabant), comprenant :
  - le bailliage de Bois-le-Duc (meierij van 's-Hertogenbosch) ;
  - le marquisat de Bergen (markiezaat van Bergen op Zoom) ;
  - la baronnie de Bréda (heerlijkheid van Breda) ;
  - le pays de Cuijk (land van Cuijk) et la ville de Grave (stad Grave) ;
  - la seigneurie de Steenbergen (heerlijkheid Steenbergen) ;
  - la seigneurie de Willemstad (heerlijkheid Willemstad) ;
  - le Prinsenland ;
  - la ville et le pays de Maastricht (stad en land Maastricht), comme condominium avec la principauté de Liège ;
- la Haute-Gueldre des États (Staats Opper-Gelre) ;
- l'Outremeuse des États (Staats-Overmaas).

### Territoires d'outre-mer de la Compagnie des Indes orientales

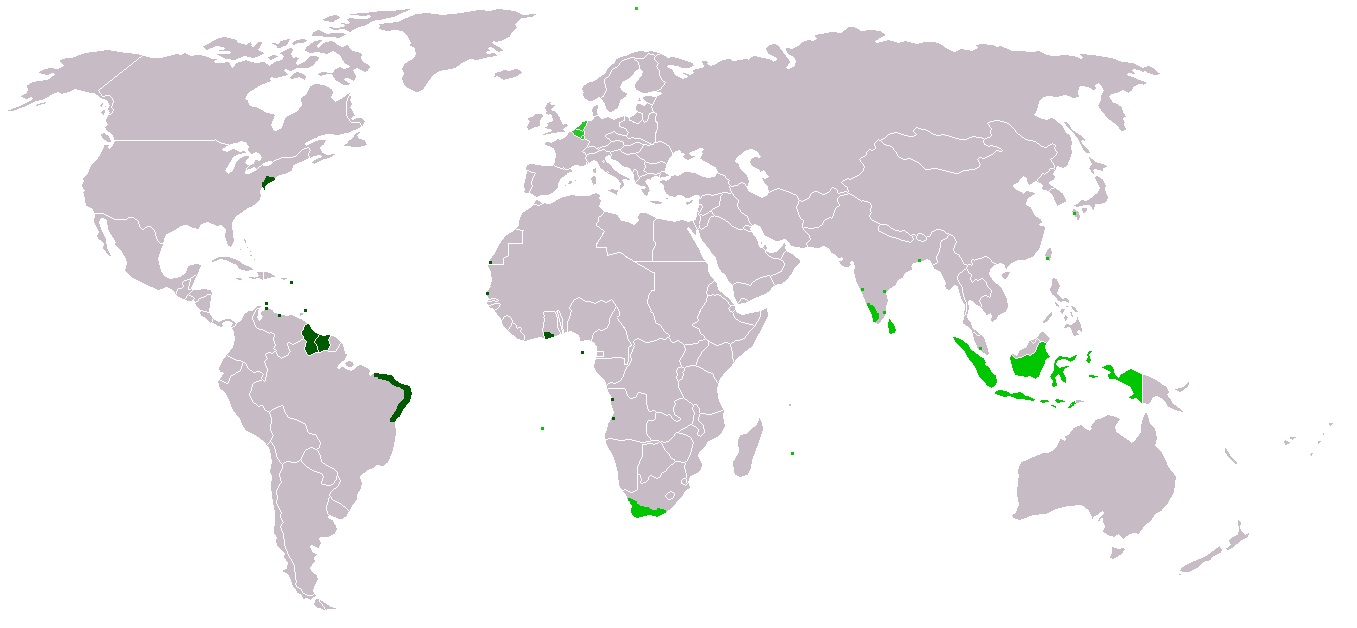
Carte diachronique de l'empire colonial des Provinces-Unies.

Dès le début du XVIIe siècle, alors que la guerre contre le roi d'Espagne se poursuit, le gouvernement des Provinces-Unies confie la création et l'exploitation de comptoirs et de colonies à deux sociétés par actions créées dans ce but, privées, mais disposant de pouvoirs régaliens, la Compagnie néerlandaise des Indes orientales (VOC), créée en 1602 pour opérer en Asie, puis la Compagnie néerlandaise des Indes occidentales (GWC), créée en 1621 pour opérer en Amérique.

#### Asie et océan Indien
- Île Maurice (1598) ;
- Îles Moluques, dans l'archipel indonésien : Ambon (1605) ; la conquête de l'archipel est achevée en 1636),
- Java, où la ville de Batavia (actuelle Jakarta) est fondée en 1618, devenant le centre administratif de la compagnie ;
- Côte de Coromandel : comptoir de Cochin (1663)
- comptoir de Nagasaki au Japon (seul point autorisé aux commerce par les autorités du pays)

Dans l'océan Indien et en Asie, la VOC est aux prises avec les Portugais, installés là depuis la fin du XVe siècle (Vasco de Gama, 1498). Les Néerlandais parviennent à s'emparer de nombre de postes portugais, mais pas du comptoir de Macao en Chine.
Très vite, la VOC subit à son tour la concurrence des marines anglaise et française, qui veulent aussi prendre place dans le commerce des épices.

#### Afrique du Sud
- Colonie du Cap : Le Cap, 1652 ; Stellenbosch, 1679 ; Swellendam, 1745

#### Océan Pacifique
- Nouvelle-Zélande (1642)
- Nouvelle-Hollande (Australie) (1644)

### Territoires d'outre-mer de la Compagnie des Indes occidentales

#### Amérique
- Nouvelle-Néerlande dans la région de l'embouchure de l'Hudson (actuelle New York) : La Nouvelle-Amsterdam, Fort Orange
- Antilles néerlandaises : Curaçao, Bonaire, Aruba, Saint-Martin (1627), Saint-Eustache, Saba
- Guyana (Essequibo, 1616 ; Berbice, 1627 ; Demerara, 1752)
- Nouvelle-Hollande au Brésil (colonie reprise par la suite par les Portugais)

#### Afrique occidentale
- Côte-de-l'Or néerlandaise (actuel Ghana) : Elmina, 1637 ; Axim, 1642 ; protectorat de Butre, 1656)

## Politique

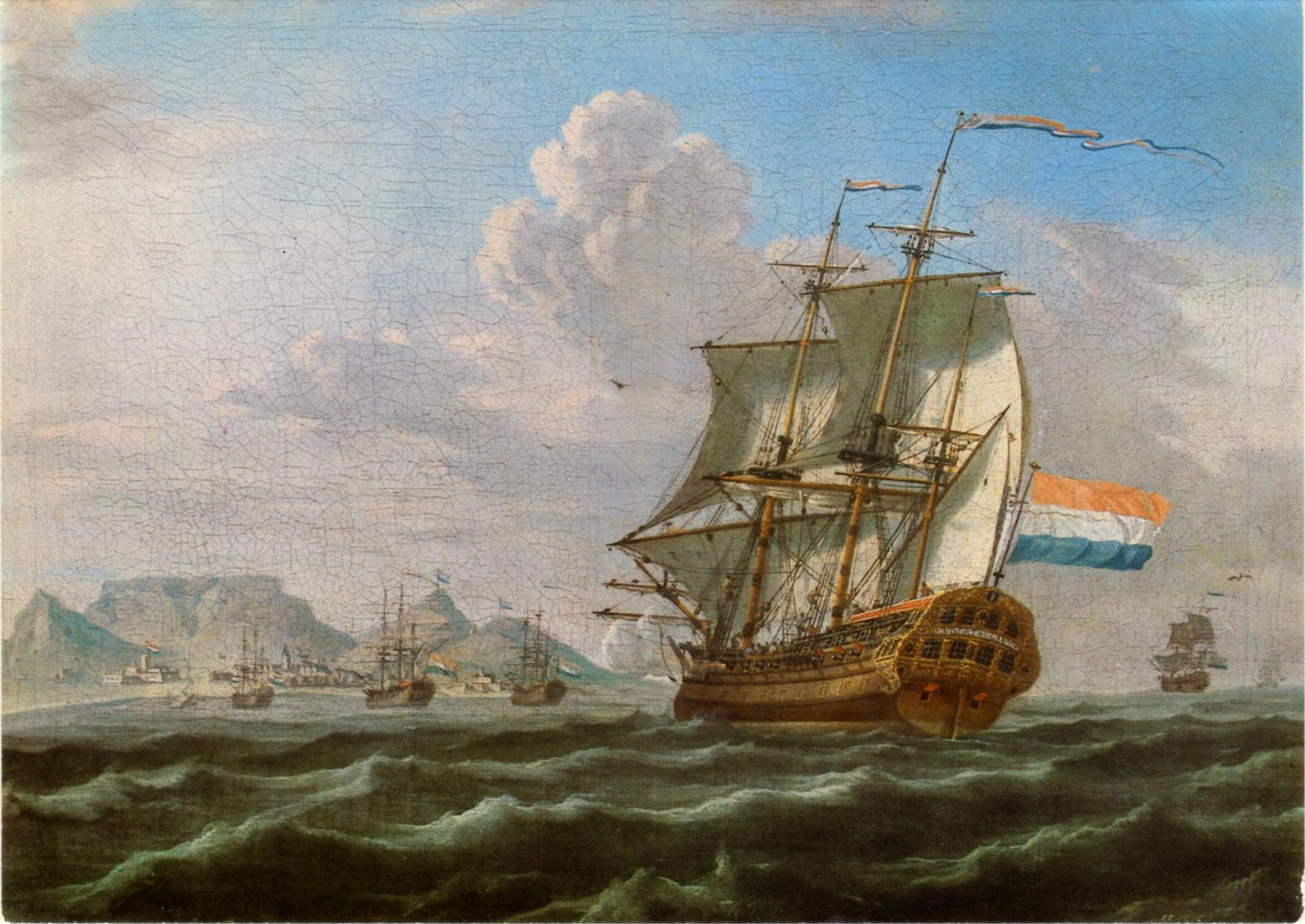
Un navire de la Compagnie néerlandaise des Indes orientales qui participa considérablement au développement et à la puissance des Provinces-Unies.

### Politique étrangère
La puissance de la république des Provinces-Unies durera pendant deux siècles. Au XVIIe siècle, les Provinces-Unies font plusieurs guerres à l'Angleterre, qui leur dispute la supériorité navale et commerciale dans la mer du Nord. 
Les Provinces-Unies participent à toutes les guerres contre Louis XIV ; celui-ci les menace en effet par ses ambitions sur les Pays-Bas espagnols. C'est notamment le cas à Noordpeene, lors de la bataille de la Peene, le 11 avril 1677 : le roi de France envoie son frère, Philippe d'Orléans, assiéger Saint-Omer, seule ville d'Artois encore dans les Pays-Bas espagnols ; la coalition anti-française dirigée par les Provinces-Unies (avec Guillaume III d'Orange lui-même à la tête des troupes) est défaite ; Saint-Omer est prise par les Français. Le traité de Nimègue conclut cette défaite hollandaise.

### Institutions
Les institutions des Provinces-Unies sont héritées de la période des troubles ; la fiction politique en est la réunion de sept provinces qui se sont séparées de leur souverain et ont décidé de laisser vacante sa place. On trouve donc un système de république fédérale. Contrairement aux républiques italiennes comme Venise ou Gênes, les Provinces-Unies ne connaissent en effet pas de pouvoir central fort avec un chef formel de l'État ou un territoire unifié. 

#### Pouvoir central
C'est au niveau central que cette fiction est le plus nettement sensible : toute tentative de centralisation est perçue comme une ingérence dans les prérogatives des Provinces, un outrage contre leurs privilèges et un rappel de la monarchie. 
De fait, la seule institution centrale conçue comme telle est l'assemblée des États généraux des Provinces-Unies (Staten generaal). Il ne s'agit même pas à proprement parler d'une institution autonome dans la mesure où elle se compose uniquement de délégués des assemblées des États provinciaux. Ils ont néanmoins un rôle de délibération important dans les affaires qui concernent l'ensemble des Provinces (commerce, religion, etc.) et administrent les pays de la Généralité et les territoires non constitués en Provinces. Pour l’essentiel, la fiscalité repose sur les impôts indirects.
De façon informelle, néanmoins, les magistrats de la province de Hollande ont des fonctions que l'on pourrait qualifier de centrales. Le poids économique et politique de cette province est tel que rien ne peut se décider sans son accord. C'est en outre sur son territoire que se réunissent les institutions centrales.

#### Pouvoirs provinciaux
Le pouvoir effectif, dans la république des Provinces-Unies, réside en fait au niveau des provinces. Chaque province dispose d'un appareil d'État relativement simple à trois pôles : 
- les États provinciaux, l'assemblée délibérative, qui administre le pays à la manière d'un conseil de régence en l'absence du souverain déchu ;
- le pensionnaire, secrétaire et président du comité permanent des États. Il est le chef civil de la province. Celui de Hollande a une prééminence de fait et les puissances étrangères le considèrent comme le seul interlocuteur valable parmi ses collègues. La diplomatie lui a donc donné le titre parfaitement informel de grand-pensionnaire ;
- le stathouder, héritier du gouverneur et capitaine général de la période monarchique. Il est le chef militaire de la province, et dirige la diplomatie. Comme pour le pensionnaire, celui de Hollande est le plus important ; il est généralement aussi stathouder de Zélande et d'Utrecht. Les stathouders se recrutent exclusivement dans la maison d'Orange-Nassau et ses branches cadettes.

#### Évolutions institutionnelles
Le grand débat institutionnel au sein des Provinces-Unies a été l'équilibre entre les fonctions civiles, représentées par les États et les pensionnaires, et le pouvoir militaire des Stathouders. Leurs fonctions rappelaient en effet à bien des égards celles d'un monarque, avant tout chef de guerre.
Plusieurs partis se forment, les partis orangistes, calvinistes et libéraux cohabitent tant bien que mal. On hésite entre une monarchie de type britannique (alternative soutenue par les orangistes et calvinistes) et une république (alternative soutenue par les libéraux). Un statu quo perdure jusqu'en 1650, année de l'élection de Johan de Witt. Soutenu par Cromwell, il prononce le bannissement des Orange-Nassau, suspectés par l'Angleterre républicaine de soutenir les Stuarts en exil et par la Hollande de vouloir rétablir la monarchie dans les Pays-Bas. Le stathoudérat est donc suspendu en Hollande et en Zélande ; certaines provinces, en revanche, maintiennent le leur. On profite pendant 20 ans d'une liberté quasiment complète, appréciée notamment par le philosophe Spinoza. 
Les catastrophes militaires de la guerre de Hollande, en 1672 précipitent de Witt dans la disgrâce : il est rendu responsable des victoires françaises. Le sentiment d'une punition divine des années de licence est puissant. De Witt est finalement désavoué puis lynché, tandis que les Orange-Nassau sont rappelés au pouvoir. Après une seconde oligarchie, le stathoudérat est finalement réformé en 1747. Il devient une fonction unique et héréditaire, commune à l'ensemble des provinces. Ce second stathoudérat perdura jusqu'à l'invasion française de 1795 et l'instauration d'une république batave.
Les municipalités elles-mêmes se sont invitées dans le débat, concurrençant les institutions provinciales en se fondant sur la puissance de leurs élites marchandes et nobiliaires, ainsi que leurs nombreux privilèges hérités du Moyen Âge.

## Population et économie

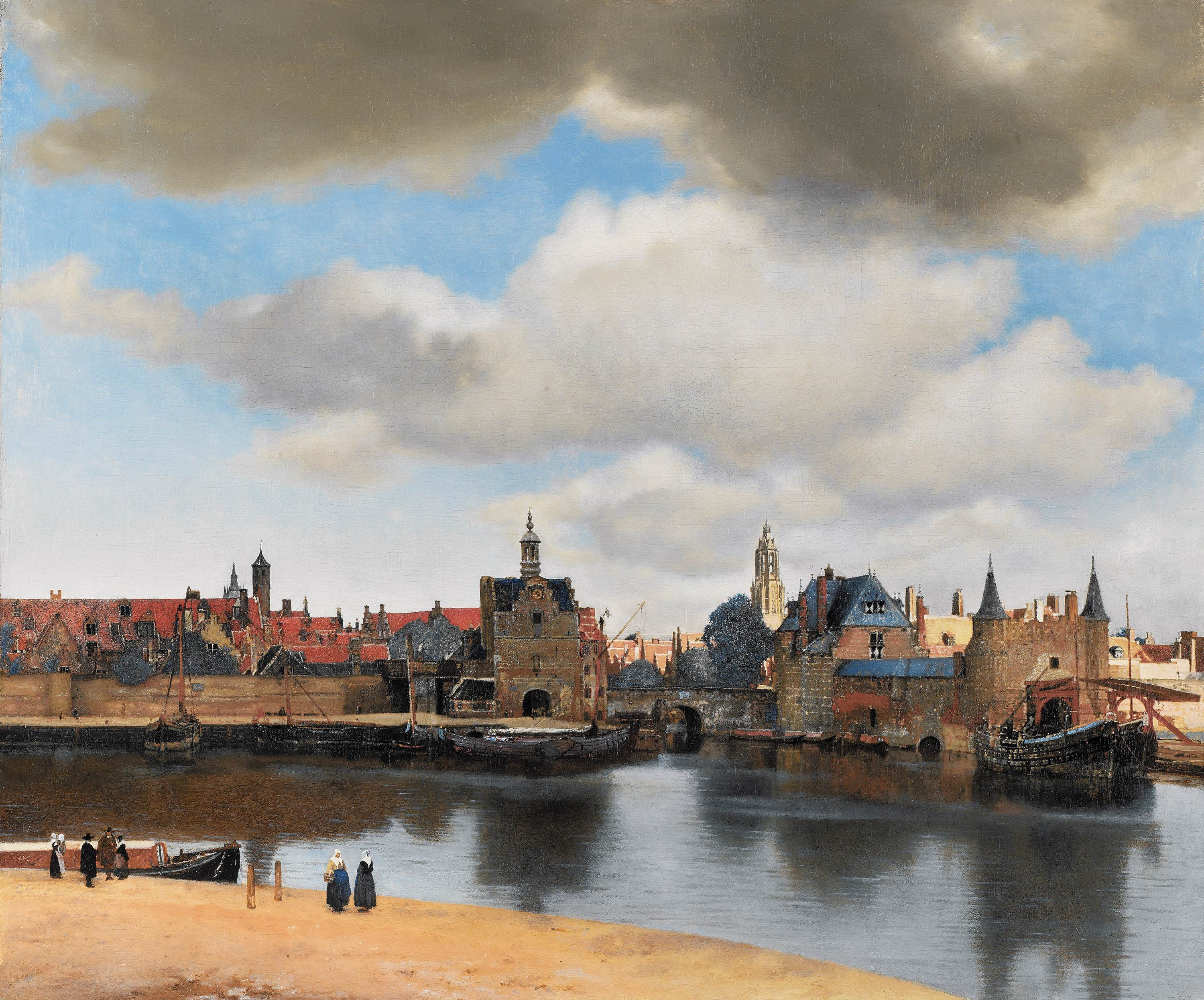
Vue de Delft, par Johannes Vermeer.

Le succès économique des Provinces-Unies ne s'explique pas par ses atouts naturels : elles constituent un petit territoire, assez peu peuplé par rapport à la France. Le territoire s'est constitué progressivement par conquête de terres nouvelles sur la mer du Nord. Une grande partie du pays est constituée de polders de très faible altitude. Les Provinces-Unies doivent être protégées des tempêtes par des digues qui n'empêchent pas toujours les inondations. Cependant, le pays est bien situé entre la mer du Nord et la Manche. Il profite de la voie fluviale et commerciale du Rhin.
La population des Provinces-Unies s'élève à environ deux millions et demi d'habitants au milieu du XVIIe siècle. Elles reçoivent une forte immigration venue d'Allemagne et de Scandinavie. Les Juifs ibériques et les huguenots y trouvent refuge au XVIIe siècle.
L'agriculture est très productive pour l’époque : les cultures maraîchères se déploient autour des villes et utilisent une grande quantité d’engrais. Les cultures industrielles et spéculatives sont développées (chanvre, colza, houblon, teinture, tabac, lin, etc). Les villes font venir du blé des rives de la Baltique. La pêche au hareng, à la morue et à la baleine est également un secteur dynamique. Mais surtout, les Provinces-Unies s'enrichissent à l'époque moderne grâce au commerce maritime. Elles dominent le commerce en mer Baltique et s'insèrent dans les réseaux méditerranéens. La prospérité économique et financière du pays repose aussi sur le grand commerce maritime.
Pendant la guerre de Quatre-Vingts Ans, les Provinces-Unies ont construit une marine de guerre qui pouvait menacer l'Espagne dans ses propres ports et jusqu'en Amérique. La flotte marchande de la Compagnie néerlandaise des Indes orientales (VOC) et de la Compagnie néerlandaise des Indes occidentales (GWC) reprend le commerce international des Espagnols. Les Provinces-Unies se constituent un empire colonial en Asie (Insulinde, Ceylan, Malaisie) et en Amérique (Nouvelle-Néerlande, Suriname). La flotte hollandaise fréquente les ports japonais et menace les possessions ibériques d'Amérique du Sud.
Le commerce des Provinces-Unies décline au cours du XVIIIe siècle. On constate une chute des importations de bois balte (deux tiers en 1720, un cinquième en 1740), de vin du Rhin (96 % en 1710, 40 % en 1750), de hareng de la Baltique (60 % en 1700, 15 % en 1740). La Compagnie néerlandaise des Indes occidentales perd ses positions en Inde et en Chine. La production de papier diminue , elle passe de 150 000 rames en 1730 à 80 000 en 1750. Le nombre de manufactures de tabac d’Amsterdam passe de trente en 1720 à huit en 1751. Les constructions navales s’effondrent durant le siècle. Leyde produit 139 000 pièces de tissu en 1671, 54 000 en 1750, 29 000 en 1795. La population stagne à deux millions d’habitants et se paupérise. Les coûts salariaux trop élevés, l’essor commercial et industriel des puissances européennes comme la Grande-Bretagne et la France sont à l’origine de ce déclin.
Ce déclin a toutefois été remis en cause par l'historiographie récente. L'historien Thierry Allain, dans son étude sur la ville néerlandaise de Enkhuizen, relativise ce présupposé déclin et parle plutôt d'un déclassement. Autrement dit, l'économie néerlandaise aurait stagné contrairement à la France ou l'Angleterre qui ont vu croître leur économie de façon rapide. Soumis à une rude concurrence, les Néerlandais n'en restent pas moins actifs, notamment dans le commerce avec l'Atlantique. Ce commerce avec l'Atlantique fut sous-estimé et oublié par les historiens à cause de son caractère souterrain. Wim Klooster a démontré l'importance du commerce dit « illicite » des Néerlandais, celui-ci pouvant représenter jusqu'à la moitié des importations de la très riche Compagnie des Indes néerlandaises. Dans sa thèse, Wim Klooster montre que les îles des Caraïbes comme Saint-Eustache servent de plateforme pour les Néerlandais afin d'embarquer des produits espagnols, français et anglais qui, normalement, ne devraient être pris que par les navires de leurs propres nations. Les récentes études sur la neutralité démontrent également la vitalité persistante du commerce néerlandais lors des guerres franco-britanniques. La France, écrasée par le poids de la marine britannique en période de guerre, ne réussit plus à commercer. Les navires néerlandais prennent alors le relais, profitant de leur statut neutre pour effectuer à leur place le commerce des Français. Le déclin néerlandais est donc très relatif : il fut surtout la conséquence d'un retournement d'alliance défavorable et des défaites militaires lors de la Guerre de Hollande et de la Quatrième guerre anglo-néerlandaise à la fin du XVIIe siècle.
Dans les Provinces-Unies, des thalers ont été frappés de 1659 à 1802 à l'imitation du patagon des Pays-Bas espagnols. Le nom officiel était ducat d'argent. Le ducat d'argent avait à l'avers les armoiries au lion néerlandaises, et au revers un homme debout en armure.

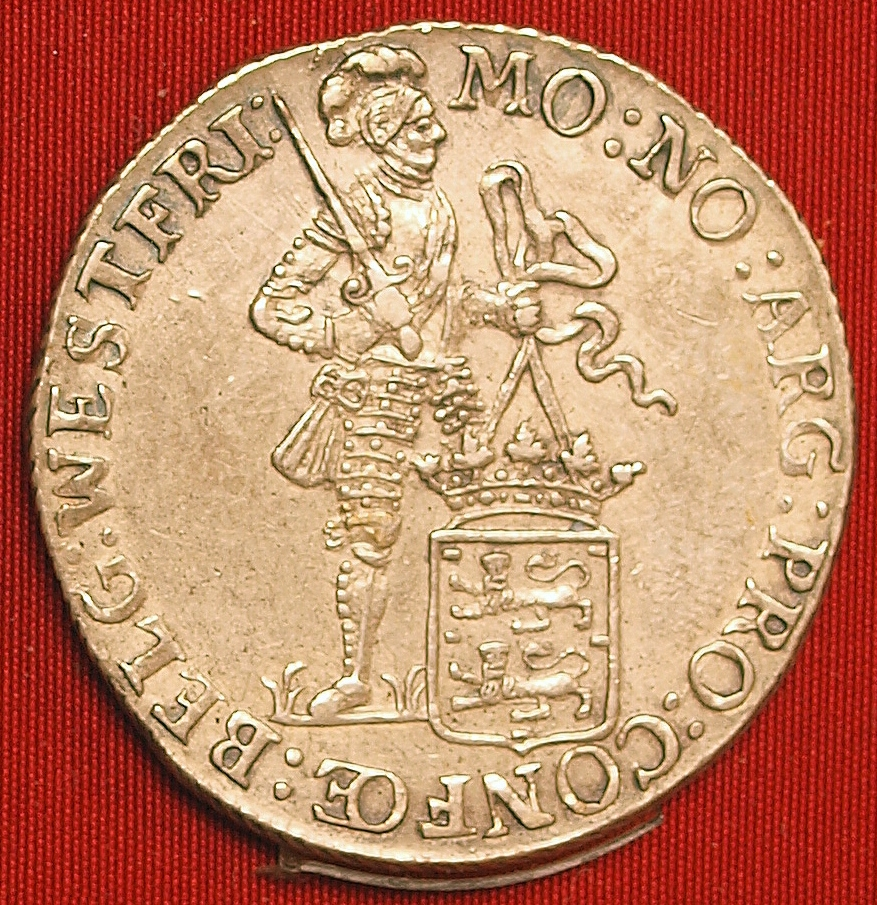
Ducat d'argent. Frise-Occidentale, 1794, Enkhoorn.
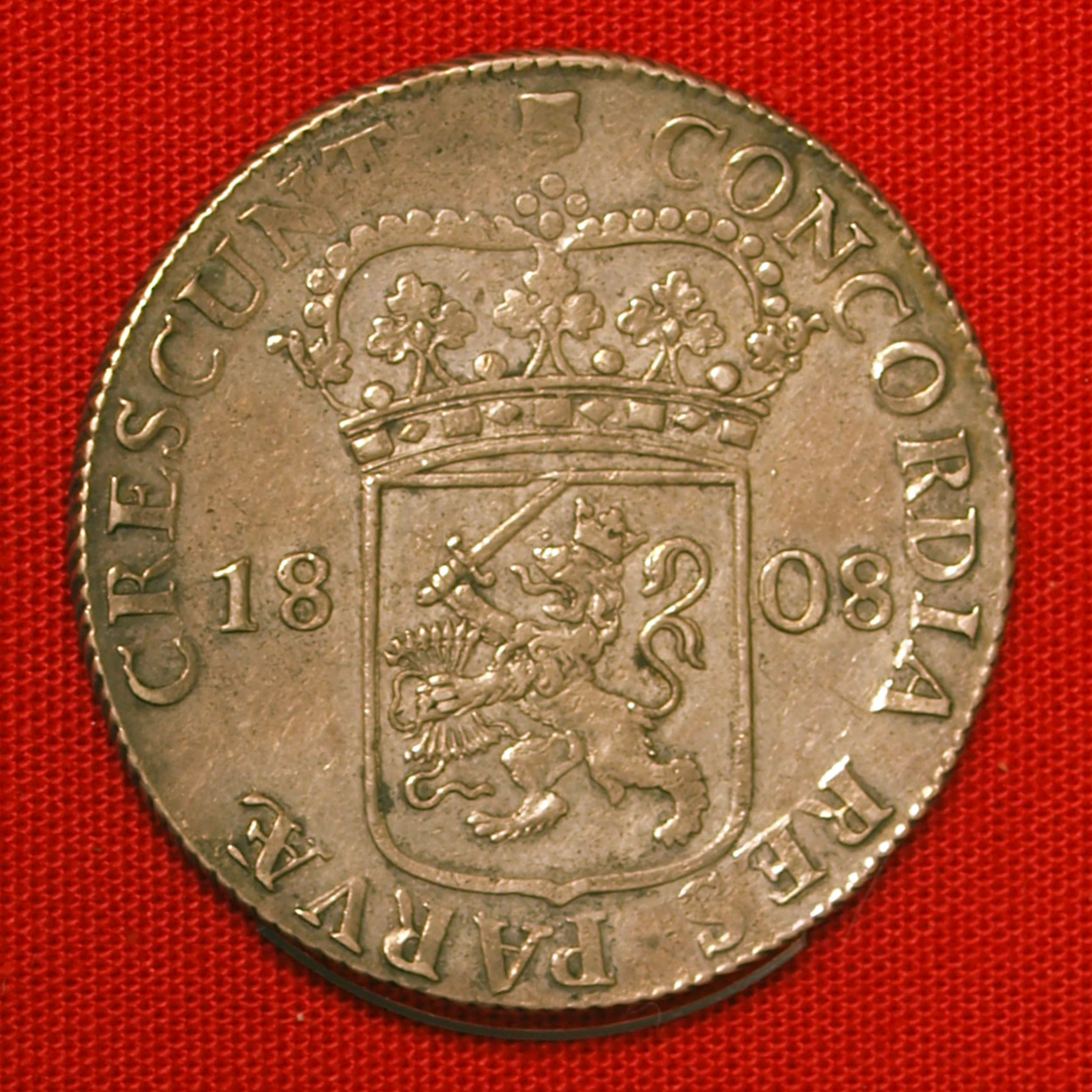
Ducat d'argent. Utrecht, 1808.

## Culture

Rembrandt, La Ronde de nuit.

Les Provinces-Unies ont été un foyer culturel de premier ordre aux XVIIe et XVIIIe siècles. Cette république tolérante accueillait alors toutes les religions et favorisait les libertés individuelles. Elle donne à la philosophie l'un de ses plus grands philosophes : Baruch Spinoza (1632-1677). Les philosophes français René Descartes et Pierre Bayle y ont travaillé et publié longtemps. Montesquieu admirait ce modèle politique et fit publier ses Lettres persanes à Amsterdam en 1721.
Le pays dispose de centres d'édition et d'imprimerie (à Amsterdam et à Rotterdam), d'universités brillantes (surtout l'université de Leyde, fondée en 1575). Le XVIIe siècle voit s'épanouir une peinture hollandaise renommée et représentée par Jan Vermeer (1632-1675), Rembrandt (1606-1669) et Frans Hals (1580-1666). La bourgeoisie d'affaires, les armateurs et les échevins passent des commandes auprès de ces artistes et se font construire des hôtels particuliers dans les villes.

### Arts
Les arts picturaux dans le royaume des Provinces-Unies ne se développent qu’à partir du XVe siècle. Les fragments de peintures, de sculptures et autres documents dénombrant d’autres arts semblent montrer une infériorité des artistes sur les Écoles allemandes, notamment de Cologne et françaises. Cependant, les miniaturistes hollandais de cette époque semblent jouir d’un certain prestige puisque nombre de leurs œuvres se retrouvent dans des manuscrits commandés par des princes et nobles français. Jean Van Eych, fondateur de l’école de Bruges et inventeur de la peinture à l’huile réside plusieurs années à la Haye et formera sans doute de nombreux élèves,.
Au XVe siècle, on peut citer les artistes hollandais Thierry Bouts né à Haarlem, Jacques Kornelissen Van Oostzanen et Jean Mestaert, coloristes reconnus et précurseurs du naturalisme pictural dans les œuvres hollandaises datant d’avant la Renaissance. Peu de leurs œuvres survécurent jusqu’à nous. Le plus célèbre élève de cette école fut Lucas de Leyde, élève de Cornelis Engelbrechtsen, de qui de nombreuses gravures et dessins subsistèrent, démontrant l’attrait pour les scènes de vie domestique.
Dès le renouveau de la peinture dans les Provinces-Unies, on peut noter cette spécificité à peindre les scènes de vie courante.
Cependant, Jean Schoreel ramène de son périple d’Italie l’influence de la Renaissance italienne. On conserve de lui au musée communal d'Utrecht un beau portrait d'Adrien IV, et, au musée archiépiscopal de la même ville, la Vierge et l'Enfant Jésus, imitation de celle de Raphaël. Schoreel fut le chef de file pour les Provinces-Unies de cette inspiration italienne, formant après lui beaucoup d’élèves dont les plus distingués sont Maerten Van Haemsherk et Antoine Moor, qui préfigura la tradition forte des portraitistes en Hollande. Otto Venius devient l’un des maîtres de Rubens, élève lui-même de Frederico Zucchero. On peut citer encore Abraham Bloemaert, Cornelis de Haarlem et Pierre Lastmann, ce dernier futur maître de Rembrandt.
L’oppression espagnole durant le XVIe siècle mit à mal l’activité artistique en Hollande, amenant une fuite des peintres hollandais vers l’Italie. La sécession des provinces du Nord sous la direction de Guillaume le Taciturne, puis la guerre d’indépendance débutée en 1581 et terminée en 1648 après la dernière guerre de Trente-Ans, apporte aux nouvelles Provinces-Unies une légitimité et une reconnaissance au niveau européen, amenant un âge d’or. L’art hollandais prit alors après la guerre un essor formidable, appelée l’âge d’or de la peinture hollandaise. Malgré la fuite des artistes, la peinture de guerre, représentant les scènes de batailles historiques ou au contraire les actions quotidiennes sous cette sécession, prolifère.
Au XVIIe siècle, les provinces du Nord cohabitent avec celles du Sud, toujours espagnoles. L’opposition Nord/Sud sera caractéristique de ce siècle dit de l’âge d’or hollandais, qui sera  également celui de Rubens. Le sud continue l’art d’inspiration italienne, notamment grâce à Rubens qui glorifie l’ancienne puissance déchue et l’ancienne foi du royaume. L’art présent au Nord est plutôt celui des écoles de Harleem, de La Haye, de Leyde, de Delft, d’Amsterdam. Les tableaux historiques sont remplacés par de nombreux portraits, et les sujets religieux sont dépouillés de l’idéalisme et du mystique, conformément à la religion protestante.
La peinture hollandaise produit les tableaux dits de régents et de société de tir. L’innovation majeure est de réalisé des portraits de groupe, par exemple en réunissant les régents de sociétés d’utilités publiques, des compagnies de gardes civiques. Le Banquet de gardes civiques (1533, Corneille Teunissen). Les grands portraitistes de cette époques sont Michel Van Mierevelt de Delft, Pierre Van Miervelt, Paul Moeelse, Jan Van Ravesteyn, Vroom, Adrien Van Der Venne de Delft. Gérard Van Houthorst atteint une certaine célébrité en réalisant des reproductions d’objets simples, vulgaires ou repoussants. Il peint également des scènes nocturnes et inaugure des contrastes de lumières. Frans Hals le Vieux fonde une école renommée à Haarlem.
Rembrandt Harmensz Van Ryn marquera ce siècle, en devenant un artiste reconnu très rapidement. Il est l’un des principaux peintres ayant glorifié le clair-obscur. À sa succession, une multitude d’élèves sont formés au réalisme et au maniement du clair-obscur. On retrouve Gerbrand Van Den Eeckout, Govaert Flinck, Ferdinand Bol.
En dehors de l’influence de Rembrandt, Barthélémy van der Helst est le favori portraitiste de la classe bourgeoise de l’époque, habitant Amsterdam. Le Banquet de la garde civique (1648).
Jean Steen peindra les intérieurs et sera reconnu pour cela et pour sa retranscription des cabarets, des manèges, des noces. Il fut nommé « Molière de la peinture ».
Entre tous, les peintres flamands virent portée la peinture de paysage dans ce qu’on peut considérer pour l’époque, à son apogée. Jean Wynats et son élève Adrien van de Velde peignent des sites vallonnés, sablonneux, marécageux entrecoupés et entremêlés d’arbres, de vies sauvages et de cours d’eau. Le miroitement du soleil sur les miroirs d’eau, les villages entourés d’arbres, les ciels d’orage, les champs, les moulins ou encore les vastes plaines deviennent les portraits favoris de ces peintres du XVIIe siècle. La peinture d’animaux, avec Paul Potter, connaît là aussi, une reconnaissance des contemporains.
La seconde moitié du XVIIe siècle voit une augmentions dans les productions picturales de natures mortes, mais avec une particularité hollandaise : une couleur claire et puissante. Le peintre Guillaume Kalff réussit cette association entre l’inerte et les couleurs vives, vivantes.
Beaucoup de paysagistes se tournèrent dans le dernier quart du siècle, vers la marine. On peut citer par exemple, Guillaume Van de Velde le Vieux apprenant son art en naviguant tel un matelot, apprenant au passage les gréements, les navires, les manœuvres, lui permettant plus tard d’apparaître pour ses dessins maritimes à la cour de Londres, félicité et remercié largement par Charles II et Jacques II. Son fils, Guillaume le Jeune consacrera aussi une bonne partie de sa vie à reproduire les grandes marines de son pays, avant de partir lui aussi pour l’Angleterre en 1677.
Le XVIIIe siècle marque un certain déclin pour l’art hollandais dans la peinture. Le classicisme réapparaît en force dans toute l’Europe. Gérard de Lairesse né Liégeois s’établit rapidement en Hollande, pour conquérir les faveurs des petits bourgeois, remettant au goût du jour la mythologie dans les arts. Les derniers peintres à s’inspirer des anciennes écoles typiquement hollandaises, sont Jean-Maurice Quinckhard et Cornelis Troost, sans atteindre la renommée de leur prédécesseur. 

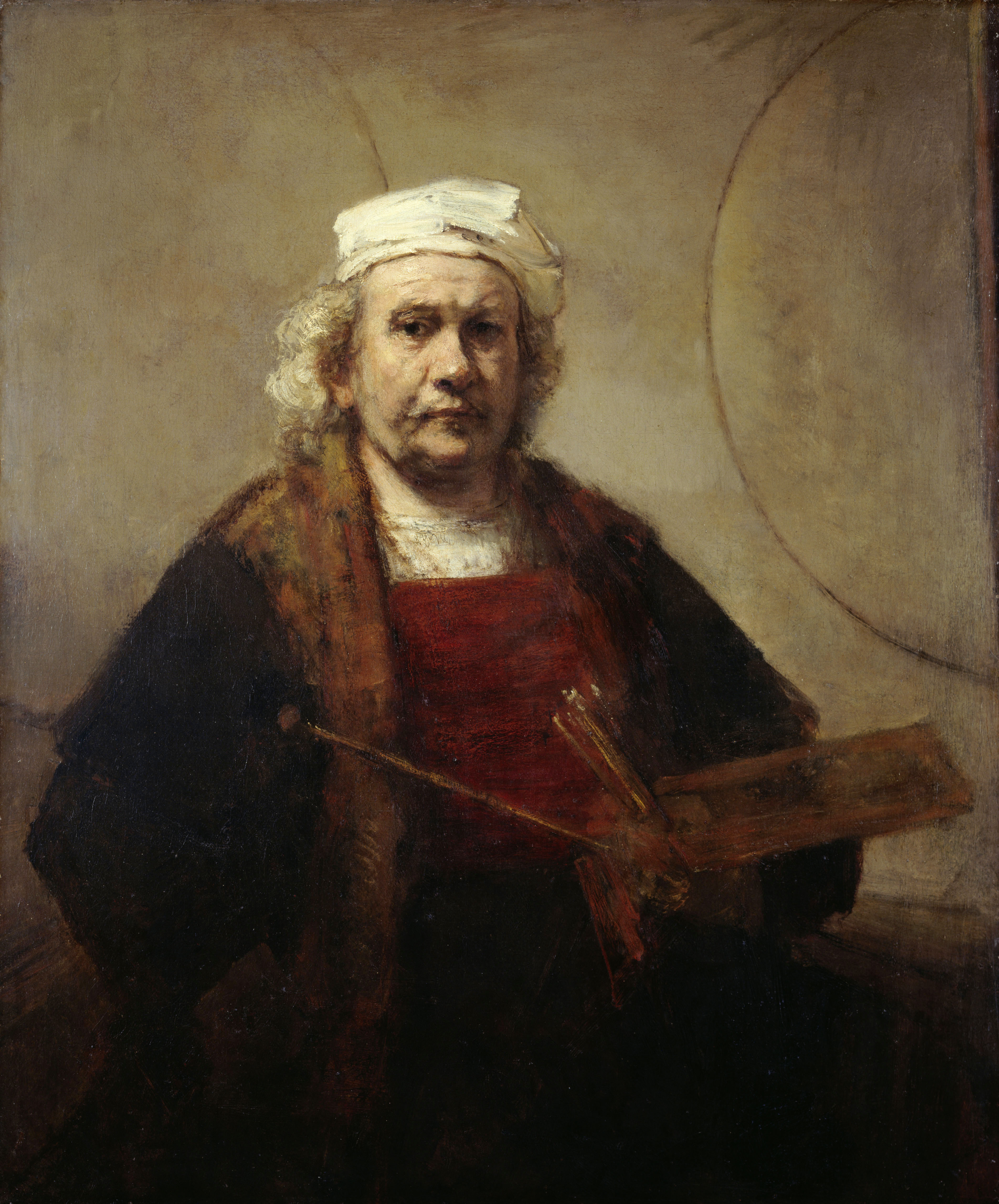
Autoportrait de Rembrandt.
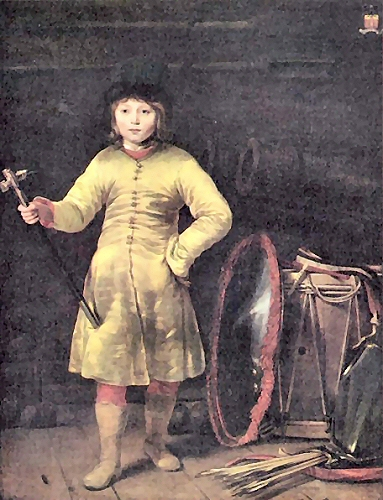
Portrait d'un enfant, par Ferdinand Bol (1656).
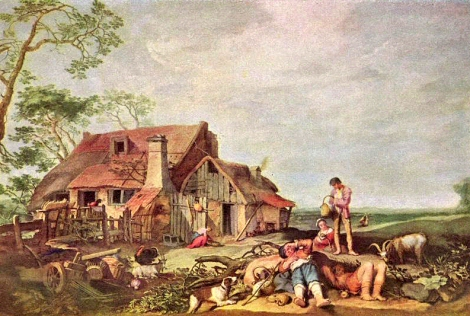
Paysage avec paysans au repos, par Abraham Blomaert.
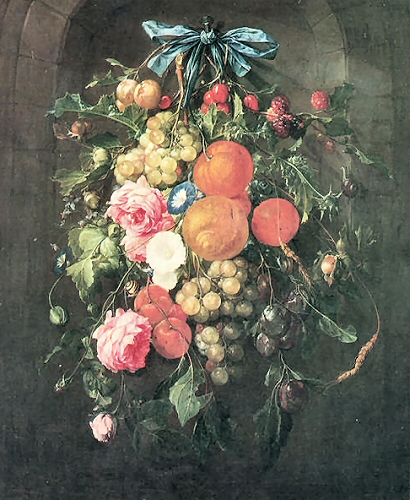
Nature morte avec Fleurs, par Cornelis de Heem (ca. 1660)
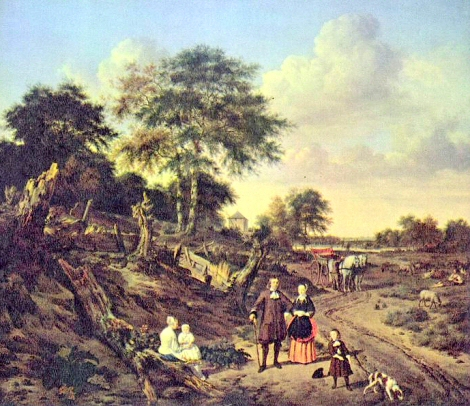
Paysage avec une famille, par Adriaan Van de Velde (ca. 1665)